# Iluminados de Thanateros

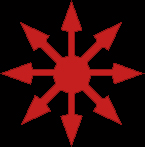
Estrela do Caos

Iluminados de Thanatheros (em inglês: Illuminates of Thanateros; pronunciado ĭ-'lū-mə-, nĭts ŭv, thăn-ə-'târ-ōs) é uma organização mágica internacional que se concentra no trabalho prático de grupo na magia do caos. A ideia foi anunciada pela primeira vez em 1978, enquanto a ordem propriamente dita foi formada em 1987. Esta sociedade mágica fraterna tem sido uma influência importante em algumas formas de ocultismo moderno.

## Nome
O nome "Thanateros" é uma combinação dos nomes " Thanatos " e "Eros " - os deuses gregos da morte e do sexo, respectivamente. A ideia é que o sexo e a morte representam os métodos positivos e negativos de atingir a "consciência mágica". A palavra "Ilumina" é usada de acordo com a tradição reivindicada de chamar tais sociedades - nas quais aqueles que dominam os segredos da magia ajudam a trazer outros a maestria - "os Illuminati ".
Seu nome formal é O Pacto Mágico dos Iluminados de Thanateros, que geralmente é encurtado para "o Pacto".

## Magia do caos
A Magia do Caos tem origem nos trabalhos de Austin Osman Spare, redescobridor do Culto de Priapo. A Magia do Caos é atualmente bastante divulgada por seu organizador Peter James Carroll, além de Adrian Savage. Os praticantes da Magia do Caos consideram-se herdeiros mágicos de Aleister Crowley (e da O.T.O.) e de Austin Osman Spare (e da Zos Kia Cultus). Seu sistema procura englobar tudo quanto seja válido e prático em Magia, descartando tudo quanto for mais complexo que o necessário. Caracteriza-se por não ter preconceitos contra nenhuma forma de Magia, desde que funcione. Está se tornando o mais influente Sistema de Magia entre os intelectuais da modernidade. Entre suas práticas mais importantes vale ressaltar o uso da Magia Sexual, em especial dos métodos de mão esquerda. Seus graus mágicos são cinco, em ordem decrescente: 4º, 3º, 2º, 1º e 0º.